# Attundaland

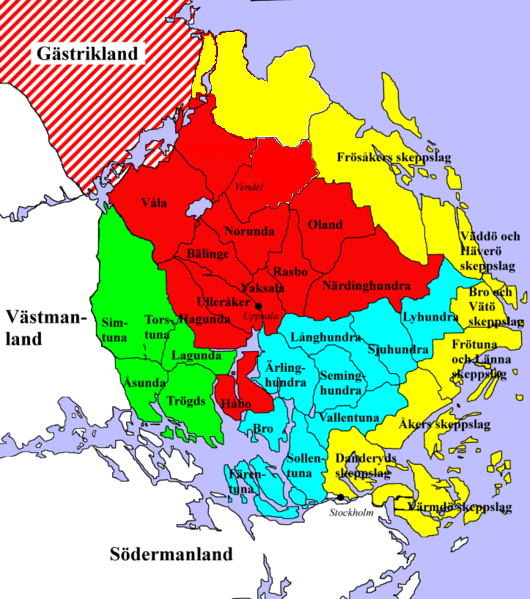
Folklanden i Svitjod (Uppland/Gästrikland)
Tiundaland
Attunda
Roden
Fjärdhundraland

Attundaland (fornisländska: áttundaland, från tidigare *átt-hunda-land ‘de åtta hundarenas land’) är ett historiskt geografiskt område och ett av de forna tre folklanden i nuvarande Uppland. Landskapet omnämns i Florenslistan, ursprungligen från 1103, i sin latinska form "Atanht".
Attundaland bestod i början av 1300-talet av åtta hundaren. Till området räknades dessutom Södra Roden, "Attundalands Rod", Området motsvaras nu i det närmaste av Lyhundra, Sjuhundra, Långhundra, Seminghundra, Ärlinghundra, Bro, Vallentuna och Sollentuna härader, Väddö, Bro, Frötuna, Åkers, Danderyds och Värmdö skeppslag, Lovön och Svartsjölandet i Mälaren, allt i Stockholms län.
Attundaland var, i likhet med de andra folklanden, en egen lagsaga fram till 1296, då det sammanslogs med Tiundaland, Fjärdhundraland och Roden till Upplands lagsaga. Tingsplatsen var vid Folklandstingstad i Lunda socken.

## Lagmän
Som lagmän omtalas Germund 1231 och Håkan 1286–1296.

## Namnet Attunda i modern distriktsindelning
- Attunda tingsrätt
- Kommunalförbundet Brandkåren Attunda
- Attundaland hemvärnsbataljon under Livgardesgruppen
- Attunda OK